# Bryum longifolium
Bryum longifolium là một loài rêu trong họ Bryaceae. Loài này được Ehrh. ex Hedw. Dicks. ex With. mô tả khoa học đầu tiên năm 1801.